# Omignano
Omignano är en ort och kommun i provinsen Salerno i regionen Kampanien i Italien. Kommunen hade 1 645 invånare (2017).